# Koyanus clarus
Koyanus clarus is een hooiwagen uit de familie Epedanidae.